# Adamivka, Vradiivka
Adamivka (în ucraineană Адамівка) este localitatea de reședință a comunei Adamivka din raionul Vradiivka, regiunea Mîkolaiiv, Ucraina.

## Demografie
Componența lingvistică a localității Adamivka
     Ucraineană (94,82%)
     Rusă (2,68%)
     Română (2,17%)
Conform recensământului din 2001, majoritatea populației localității Adamivka era vorbitoare de ucraineană (94,82%), existând în minoritate și vorbitori de rusă (2,68%) și română (2,17%).